# ساختمان‌های سنتی کویر
ساختمان‌های سنتی کویر

## تاریخچه
با تأملی در معماری کویر به این نتیجه خواهیم رسید که خشت جزء لاینفک آن به حساب می‌آید. با اینکه می‌بینیم معدن انواع سنگ‌های ساختمانی که امروزه در صنعت ساختمان‌سازی استفاده می‌شود، بهترین انواع آجر و مصالح در یزد و اطراف یزد وجود دارد ولی با این حال مردمان یزد از همان خشت استفاده می‌کنند و این همان منطق
اقلیمی یزد است.
خانه‌هایی با دیوارهای قطور خشتی که به عنوان عایق حرارتی و برودتی عمل می‌کنند، در تابستان هوایی مطبوع و در زمستان هوایی گرم خواهند داشت. آجر با معماری کویر غریبه است. خانه‌هایی که به هوس صاحبخانه بر خلاف خانه‌های معمولی با آجر ساخته شده‌اند، هر دو این آب و هواها یعنی هوای تابستانی و زمستانی قابل تحمل نیستند؛
به دیوار این خانه‌ها در تابستان حتی نمی‌توان نزدیک شد. مسئله دیگر شوره است که به‌طور کلی آجر را پوک خواهد کرد.

## طبقه‌بندی اقلیم ایران و تأثیر آن بر ساخت‌وساز
فلات ایران از نظر تقسیم‌بندی اقلیمی در یک منطقه خشک از جهان قرار گرفته و صحراهای خشک شمال آفریقا و عربستان که از سواحل اقیانوس اطلس در غرب آفریقا شروع می‌شود تا ایران و نهایتاً تا افغانستان و ترکمنستان ادامه پیدا می‌کند. با توجه به تقسیم‌بندی که سازمان هلال احمر برای اقلیم ایران انجام داده، کشور ایران به چهار منطقه اصلی تقسیم می‌گردد.
1. کرانه جنوبی دریای خزر
2. کرانه شمالی خلیج فارس و دریای عمان
3. نواحی کوهستانی و مرتفع فلات
4. دشت‌های فلات

## گونه‌های سازه‌ای سنتی کویر
بیشترین مصالح مورد استفاده در کویر و به‌طور کلی در مناطق گرم خشت می‌باشد؛ یعنی در واقع هستهٔ اصلی معماری کویر از گذشته خشت بوده‌است ولی مصالح دیگری مانند آجر و سنگ نیز به نسبت در این مناطق استفاده می‌شود. در دسته‌بندی زیر سازه‌های موجود در کویر با استفاده از اِلِمان‌های خاص سازه‌ای شامل دیوار (گلی، خشتی، سنگی و آجری) و سقف (قوسی و مسطح) تقسیم‌بندی شده‌اند:
1. دیوارهای گلی با سقف خشتی قوسی
2. دیوار خشتی با سقف مسطح (با تیر چوبی) یا سقف قوسی (خشتی)
3. دیوار سنگی با سقف مسطح (با تیر چوبی) یا سقف خشتی قوسی (خشتی)
4. دیوار آجری با سقف مسطح (با تیر چوبی یا فلزی) یا سقف قوسی (آجری)
5. دیوارهای چوبی با سقف‌های شیب‌دار

با توجه به تقسیم‌بندی بالا مشاهده می‌گردد که بیشترین مصالح مورد استفاده در بناهای کویر، خشت یا بعضاً آجر می‌باشد.

## ساختمان‌های خشتی
خانه‌های خشتی در هر منطقه‌ای به دلیل تنوع آب‌و‌هوایی به شیوه‌های مختلفی ساخته می‌شوند. علاوه‌بر آن اقتصادی بودن و دسترسی آسان در ساخت چنین خانه‌هایی و استفاده از نوع مصالح تأثیر بسزایی دارد.
به‌طور کلی مصالح بکار رفته در ساختمان‌های خشتی عبارتند از:
خشت، ملات، سنگ، تیرهای چوبی و شاخه‌های چوبی.

## خشت
استفاده از خشت همواره در ادوار مختلف ایران به صورت منفرد یا تلفیقی از آجر و ملات همواره مورد توجه انبوه‌سازان بوده‌است. به عنوان مثال در تپه‌های سیلک کاشان که در هزاره سوم قبل از میلاد ساخته شده کاربرد خشت خام مشهود است. معماری‌های دیگری نیز که از دوره‌های ایلامی، هخامنشی و ساسانی بجا مانده نیز مؤید استفاده از خشت خام می‌باشد. در استان یزد نیز موارد بسیار متعددی از دوران قدیم که مؤید استفاده از خشت می‌باشد به چشم می‌خورد مانند مسجد خشتی فهرج یزد متعلق به نیمه نخست قرن اول هجری که کلیه مصالح اسکلت سازی آن از گل رس و خشت و پوشش خارجی آن نیز از کاهگل ریگ می‌باشد؛ البته گلدستهٔ آن نیز خشتی می‌باشد که بعداً در دوره سلجوقی به آن اضافه شده‌است.
خانهٔ شریفی، آقازاده، صولت، مسجد جامع، مناره مسجد نظامیه، گنبدعالی و یخچال‌های باقی‌مانده از دوره‌های هخامنشی و قاجار در شهرستان ابرکوه نیز نمونه‌هایی از موارد متعدد استفاده از خشت در ادوار مختلف می‌باشد (البته آب و هوا، اقلیم و وضع جغرافیایی در اینجا تنها دلیل روی آوردن به معماری خشتی نیست؛ بلکه مسئله مهم‌تر «شوره» است که در منطقه یزد و اطراف آن بسیار شایع است. شوره بناهای آجری را چنان می‌خورد که حتی اگر بهترین نوع آجر را در مجاورت آن قرار دهند بعد از چند روز به کلی پوک می‌شود). با دقت در اینگونه بناها پی می‌بریم که یکی از دلایل پابرجایی اینگونه بناها در طول سالیان متمادی می‌تواند استفاده از خشت خوب در ساخت بنا باشد.

## بررسی اعضای سازه‌ای ساختمان‌های خشتی به همراه اشکالات موجود در ساخت آن‌ها
شالوده:
در ساختمان‌های خشتی، دیوارهای باربر (دیواری که نسبت طول به ضخامت آن بیش از ۳ الی ۴ برابر باشد) عمدتاً بر روی شالودهٔ شفته‌آهکی یا شالوده‌ سنگی قرار دارند و به ندرت در تماس مستقیم با زمین دیده شده‌است. در مناطقی که رطوبت مشکل حادی را ایجاد نمی‌نماید، عمدتاً از گل به عنوان ملات کرسی‌چینی استفاده شده‌است و در نقاط مرطوب، ملات شفته‌آهک مورد استفاده قرار می‌گیرد.
عدم اجرای کرسی‌چینی در برخی موارد در اینگونه ساختمان‌ها باعث شده که بر اثر عوامل مختلف جوی (مثل باران) قسمت‌های پائینی دیوارها تخریب یا لاغر شوند که این موضوع باعث ناپایداری سازه از یک طرف و افزایش تنش فشاری بر اثر کاهش سطح مقطع دیوار خواهد شد که با اندک بار جانبی، دیوار واژگون خواهد شد.
دیوار:
دیوار در خانه‌های سنتی یا تماماً گلی (به صورت چینه‌ای) یا با خشت و ملات گل ساخته می‌شوند. دیوارهای گلی به دلیل سادگی ساخت و در دسترس بودن مصالح یکی از قدیمی‌ترین سازه‌های ساخته شده در ایران می‌باشند. دیوارها همچنین ممکن است از سنگ با ملات گل نیز ساخته شوند. برای جلوگیری از فروریختن جانبی دیوار، دیوارهای حایل خشتی و گلی بکار گرفته می‌شوند که تأثیر بسزایی درحفظ پایداری آن دارند.
دیواری که نسبت طول به ضخامت آن کمتر از ۳ الی ۴ برابر باشد ستون محسوب خواهد شد. اشکال ستون‌های خشتی آن است که به هنگام وقوع زلزله و بر اثر بارهای جانبی زلزله و خروج از مرکزیت بارهای قائم ستون‌ها، به همراه نیروی محوری، لنگر خمشی قابل توجهی در ستون ایجاد شده و به دلیل ضعف این اعضا در ناحیه کشش و رفت و
برگشت بارهای زلزله، ستون‌ها به سرعت دچار انهدام کلی خواهند شد.
بازشوها:
ابعاد و محل قرارگیری بازشوها (پنجره‌ها، درب‌ها و طاقچه‌ها) به شدت تحت تأثیر اقلیم، آب‌وهوای منطقه، فرهنگ مردم و نوع مصالح در دسترس قرار دارد. ضمناً ابعاد بازشوها تأثیر عمده‌ای در رفتار لرزه‌ای و میزان مقاومت برشی دیوارها دارد.
ایجاد بازشوهای وسیع در دیوارهای باربر خشتی یکی از عمده‌ترین ضعف‌های موجود در ساخت چنین ساختمان‌هایی می‌باشد؛ اما به دلایل معماری و نورگیری ساختمان نمی‌توان از این بازشوها صرف‌نظر نمود که ایجاد بازشوها در دیوار باربر اجتناب‌ناپذیر می‌نماید؛ لذا می‌توان با محدود کردن مقادیر ابعاد بازشوها طبق آئین‌نامه‌های مختلف، ابعاد بازشوها را تحت کنترل درآورد.
نعل درگاه:
از جمله موارد ضعف که در ساختمان‌های خشتی ملاحظه می‌شود، عدم وجود نعل درگاه یا امتداد نیافتن نعل درگاه بر روی دیوارهای طرفین می‌باشد که در نهایت باعث تقسیم نشدن بار در بنا و تخریب آن خواهد شد.
سقف:
یکی از مشکلات اساسی سازه‌های سنتی، مسئله سقف اینگونه سازه‌هاست. استفاده از تیرهای چوبی و کاهگل، باعث سنگینی بیش از حد سقف می‌شود (تقریباً هر دو سال یکبار برای مرمت، سقف‌ها دوباره کاهگل می‌شوند و این خود باعث افزایش سنگینی سازه خواهد شد) که باعث ریزش سقف در اثر کوچک‌ترین تکانی می‌شود.
برای جلوگیری از این مشکل راه‌حل‌های متفاوتی پیشنهاد شده‌است، از جمله استفاده از سقف‌های یکپارجه که به بدنه دیوار متصل شده‌اند. دیگری استفاده از سقف‌های سبک که ممکن است با استفاده از شبکه‌های سقفی با حفره‌های توخالی از یک‌طرف و بکارگیری مصالح پوششی بسیار سبک و مقاوم از طرف دیگر اجرا شود. استفاده از مصالح چوبی و الیافی مانند تنه درختان، تخته و توفال، حصیر و نی نیز می‌تواند در سبک‌سازی سقف کمک شایانی داشته باشد؛ و نهایتاً استفاده از فرم گنبد که یکی از ابتکارهای جالب معمارهای ایرانی است که چشم خیره همگان را در سبک اجرا به خود معطوف ساخته‌است.

## بررسی آسیب‌پذیری ساختمان‌های خشتی
یکی از موارد اولیه و مهم در اجرای بناهای خشتی، ایجاد پوشش‌های خارجی به وسیله اندود یا روکش به روی بنا می‌باشد زیرا عدم رعایت آن باعث نفوذ رطوبت به داخل بنا و ایجاد ترک‌های سازه‌ای، از بین پیوندهای اجزاء، فرسودگی و در نهایت تخریب سازه خواهد شد. مورد دیگر و شایع در اینگونه بناها، عدم کلاف‌بندی بین دیوارهای جداشونده در محل درگاه‌ها می‌باشد. زلزله‌های شدید به‌طور ناگهانی بر پیکر بنا ارتعاشاتی پدیدآورده و در اثر امواجی که به وجود می‌آید دیوارها را حرکت می‌دهند. اثر عمل و عکس‌العمل امواج زلزله دیوارهای متقابل را به سرعت رانش داده و عدم هیچگونه اتصال و کلاف‌بندی در بین نعل درگاه‌ها و پوشش‌های طاق با اسکلت بنا، ابتدا طاق فضا فرو می‌ریزد؛ سپس قوس‌های نعل درگاه که در جهت ارتعاشات زلزله واقع شده در اثر رانش شکسته و فرو می‌ریزد.
اما در حالت کلی آسیب‌های وارده به ساختمان‌های خشتی به دلایل زیر می‌باشد:
- اتصال ضعیف دیوار به دیوار و سقف به دیوار
- مقاومت کم دیوارها در مقابل نیروهای خارج از صفحه
- سقف‌های طاق ضربی با طول ناکافی تکیه‌گاه
- کیفیت پائین ملات
- شناژهای نامناسب
- استفاده ناصحیح از مصالح صنعتی

## وجود سیستم‌های بنایی در ترکیب با ساختمان‌های خشتی
گاهی موارد در اجرای ساختمان‌های سنتی مشاهده شده که مصالح بنایی با مصالح سنتی به طرز نادرستی آمیخته شده که نتایج نه چندان خوشایندی در پی خواهد داشت. در زیر به برخی از مواردی که در اجرای این بناها به نادرستی اجرامی‌شوند، آورده شده‌است.
1. اجرای دیوارهای باربر با استفاده از ترکیبی از خشت با یک یا چند نوع دیگر از مصالح آجری، سنگی و بلوکی. در اینگونه بناها به دلیل عدم توزیع یکنواخت سختی در پلان، پیچش اتفاق می‌افتد هم چنین به دلیل مقاومت فشاری کم خشت در محل اتصال خشت با آجر، سنگ یا بلوک: خشت دچار لهیدگی و نهایتاً تخریب می‌شود.
2. در مواردی دیده شده که به وسیلهٔ آجر ابنیه سازانی اقدام به احداث طبقه جدیدی روی طبقه قبلی می‌نمایند؛ در اینگونه موارد در محل اتصال آجر با خشت، لهیدگی به وجود خواهد آمد بنابراین ساختمان‌های خشتی نباید بیش از یک طبقه باشند چه رسد به اینکه به وسیله مصالحی مثل آجر، طبقه جدیدی روی آن احداث شود.
3. رعایت نکردن درز انقطاع میان بناهای ساخته شده در مجاورت بناهای آجری، سنگی یا بلوکی، باعث ضربه زدن این ساختمان‌ها به دلیل عدم وجود فاصله به ساختمان احداثی، همچنین تخریب به دلیل سختی متفاوت خواهد شد.

## استفاده از تکنولوژی در مصالح سنتی جهت بهبود کارایی
امروزه مسئله سبک‌سازی در ساختمان جزء مسایلی است که در ساخت ساختمان‌ها بسیار مورد توجه می‌باشد. بدین منظور و با توجه به موضوع مقالهٔ حاضر، مواردی که با استفاده از مصالح سنتی در ساختمان‌های مدرن یا با استفاده از مصالح مدرن در مصالح سنتی اقدام به سبک‌سازی در سازه‌ها می‌شود، در ذیل بیان خواهد شد.
- تهیه آجر سبک با استفاده از مواد پلیمری: یکی از موادی که می‌توان به عنوان افزودنی تخلخل‌زا به مواد اولیه آجر اضافه نمود، «فوم پلی‌استایرن» است. در این نوع آجر، ماده به صورت گاز از آجر خارج می‌گردد و در جای خود فضاهای خالی بر جای می‌گذارد؛ بنابراین با سبک شدن آجر، علاوه بر افزایش مقاومت ساختمان آجری در برابر نیروهای زلزله، مقاومت حرارتی آن بیشتر شده، به صرفه‌جویی در مصرف سوخت ساختمان نیز کمک می‌نماید.

- استفاده از پانل‌های گچی خشک سبک برای دیوارهای داخلی: این فناوری جایگزین مصالح سنتی سنگین جهت کاهش وزن مرده ساختمان می‌شود. ماده اصلی این روش، گچ می‌باشد که سبکی وزن، عایق در مقابل صوت و مقاومت در مقابل آتش‌سوزی از جمله مزیت‌های آن می‌باشد.

- استفاده از پرلیت در سبک‌سازی وزن بتن: پرلیت نوعی سنگ آتش‌فشانی است که به عنوان مصالح بومی بیشتر در استان آذربایجان موجود است. این ماده قابلیت افزایش مقاومت بتن را دارا می‌باشد.